# 젠팅루이
젠팅루이(중국어: 簡廷芮, 병음: Jiǎn Tíngruì, 한자음: 간정예, 영어: Dewi Chien 듀이 젠[*], 1992년 3월 9일 ~ )는 타이완의 배우이다. 영화 《나의 소녀시대》(2015)에서 타오민민 역을 맡았다. 뮤지컬 듀오 그룹 Dears의 멤버이다. 과거에 유명세를 탔었으며, 둘째이다.